# Курьинский (Новосибирская область)
Курьинский — посёлок в Краснозёрском районе Новосибирской области. Входит в состав Октябрьского сельсовета.

## География
Площадь посёлка — 60 гектаров.

## Население
| 2002 | 2007 | 2010 |
| ---- | ---- | ---- |
| 407  | ↘334 | ↘301 |

## Инфраструктура
В посёлке по данным на 2007 год функционируют 1 учреждение здравоохранения и 2 учреждения образования. По данным на 2014 год в посёлке функционируют 1 учреждение здравоохранения (фельдшерско-акушерский пункт), 1 учреждение образования (детский сад), 1 учреждение культуры (Дом культуры), 2 учреждения торговли (продовольствие, хозяйственные товары, бытовая техника), 1 отделение связи (почта).